# The Duke's Reappearance
The Duke's Reappearance is een kort verhaal uit 1896 van de Engelse schrijver Thomas Hardy. Het verscheen voor het eerst in druk in het kerstnummer van het in Londen uitgegeven weekblad The Saturday Review op 14 december 1896 en een dag later in het in Chicago uitgegeven tweewekelijks verschijnende blad The Chap-Book. Vervolgens werd het opgenomen in de bundel A Changed Man and Other Tales, die in 1913 werd uitgebracht in Groot-Brittannië en de Verenigde Staten.
Het verhaal speelt zich af in de tijd dat Willem III vanuit Nederland Engeland binnenviel om daar uiteindelijk koning te worden. De locatie is het huis van Christopher Swetman, vader van twee jonge dochters, aan de rand van het dorp King's Hintock. In Hardy's fictieve graafschap Wessex is dit de aanduiding voor Melbury Osmond in Dorset.

## Het verhaal
Swetman kan tijdens een nacht niet in slaap komen en hoort iemand zijn huis naderen. Het blijkt een man te zijn in bemodderde militaire kledij die de weg kwijt is en om onderdak vraagt. Op de vraag wie hij is wil hij geen antwoord geven. Swetman heeft een vermoeden dat de man iets te maken kan hebben met de recente activiteiten van de hertog van Monmouth, waar hij niet onwelwillend tegenover staat. Hij ontvangt de gast vriendelijk, geeft hem voedsel en onderdak en een stel van zijn oude maar schone kleren. De kleding van de gast, inclusief zijn zwaard, wordt opgeborgen in een kast in Swetmans kamer. De volgende ochtend ontbijt de gast met het gezin en helpt vervolgens een handje bij de dagelijkse bezigheden in het huis en de tuin. In de loop van de dag komen dorpelingen terug die naar de kust waren gegaan om de ontwikkelingen te volgen. Swetman verneemt van hen dat er een veldslag is geweest, waarbij de troepen van de hertog zijn verslagen. Hij vraagt zijn gast nogmaals of deze iets met de gebeurtenissen te maken heeft gehad, maar hij wil geen antwoord geven. Als de avond valt merkt Swetman dat de gast in de tuin avances maakt naar een van zijn dochters. Zo ver reikt Swetmans gastvrijheid niet en hij vraagt zijn gast nog die avond te vertrekken, waarmee deze instemt. Hij vraagt echter wel of hij zijn kleding, met daarin vijftig goudstukken, en zijn zwaard, dat nog van zijn grootvader is geweest, achter mag laten tot hij ze weer op kan halen. De gast vertrekt die avond en Swetman onderzoekt de achtergelaten bezittingen. De goudstukken zijn er inderdaad, en op het zwaard treft hij inscripties aan en een afbeelding van Karel I en diens vrouw.
In de loop van de week komen er meer meldingen binnen over de nederlaag van de hertog en ook over diens verdwijning op een vroeg moment tijdens de slag. Dan volgt het bericht van zijn arrestatie en opsluiting in de Tower. Swetman, die beseft met wie hij te maken heeft gehad, voelt enig schuldgevoel omdat hij de man heeft weggestuurd en mogelijk heeft bijgedragen aan diens val.

Enkele dagen later merkt Swetman 's nachts dat er iemand steels zijn slaapkamer binnenkomt. Hij houdt zich slapend, maar herkent de indringer als zijn eerdere gast en ziet hoe deze zijn kleding en zwaard uit de kast verwijdert en meeneemt. De volgende dag heeft Swetman een kort gesprek met de plaatselijke landheer, die weet te melden dat de hertog twee dagen geleden op Tower Hill is geëxecuteerd. Het was een moeizame en bloederige gebeurtenis. Swetman denkt hier het zijne van en betwijfelt, gezien zijn ervaringen, de juistheid van de berichten. Er gaan al korte tijd later geruchten rond dat het niet de hertog was die in de Tower werd terechtgesteld, maar een van zijn officieren, en dat Monmouth zou zijn ontkomen naar Frankrijk. Swetman heeft gezien zijn ervaringen altijd geloof gehecht aan deze lezing.